# Saint-Pol-sur-Mer
Saint-Pol-sur-Mer (nizozemsko Sint-Pols-aan-Zee) je predmestje Dunkerqua in občina v severnem francoskem departmaju Nord regije Nord-Pas-de-Calais. Leta 2009 je naselje imelo 21.860 prebivalcev.

## Administracija
Občina Saint-Pol-sur-Mer se nahaja znotraj kantona Dunkerque-Zahod, vključenega v okrožje Dunkerque.

## Znamenitosti
- zvonik - beffroi; skupaj z ostalimi podobnimi stolpi v Belgiji in Franciji je na UNESCOvem seznamu svetovne kulturne dediščine.
- cerkev Saint-Benoit iz konca 19. stoletja.